# رضا صفایی‌پور
رضا صفایی‌پور معروف به طوفان (۹ اردیبهشت ۱۳۲۸ – ۲۶ آذر ۱۴۰۲) بازیگر ایرانی بود. وی علاوه بر بازیگری به فعالیت‌های ورزشی نیز می‌پرداخت.

## زندگی
رضا صفایی‌پور در تهران زاده شد. وی فارغ‌التحصیل دیپلم رشته ادبی بود. او فعالیت خود را با کشتی کج آغاز کرد و پس از چند مقام قهرمانی در ورزش، وارد سینما شد. صفایی‌پور با نام طوفان به شهرت رسید.
صفایی‌پور فعالیت خود را به صورت جدی در سال ۱۳۴۲ آغاز کرد و به عنوان ورزشکار بدل‌کار در فیلم ترس و تاریکی محمد متوسلانی حضور یافت. وی در سال ۱۳۴۸ با فیلم سینمایی قهرمانان به کارگردانی ژان نگولسکو، محصول مشترک ایران و ایالات متحده به عنوان بازیگر جلوی دوربین رفت و تا سال ۱۳۵۵ نزدیک به ۱۰ فیلم بازی کرد. پس از انقلاب با فیلم سینمایی میرزا کوچک‌خان در سال ۱۳۶۲ به بازیگری بازگشت و با حضور در فیلم‌های فصل خاکستری، شکار در شب، پلاک و ضربه آخر کم‌کم به شهرت رسید. مجموعه تلویزیونی سیمرغ محصول سال ۱۳۷۱ نخستین نقش‌آفرینی وی در تلویزیون است.

## درگذشت
رضا صفایی‌پور در ۲۶ آذر ۱۴۰۲ در سن ۷۴ سالگی پس از چندسال مبارزه با بیماری پارکینسون در خانه خود درگذشت. پیکر وی در ۲۸ آذر ۱۴۰۲ در قطعه هنرمندان بهشت زهرای تهران به خاک سپرده شد.

## فیلم‌شناسی

### تلویزیونی
- چهل سرباز(۱۳۸۶)
- عشق سال‌های جنگ (۱۳۸۰)
- خانه در آتش (۱۳۷۳)
- سیمرغ (۱۳۷۱)
- تله‌فیلم «یاقوت آبی»[۷] (۱۳۶۸)
- گذر عمر (۱۳۵۱)